# میدان تحریر (بغداد)
میدان آزادی یا میدان تحریر (به عربی: ساحة التحریر) در مرکز بغداد در تقاطع خیابان السادون و جاده پل جمهوری واقع شده‌است. میدان آزادی بزرگترین و مرکزی‌ترین میدان بغداد می‌باشد که در بخش الرصافه این شهر در سواحل شرقی رودخانه دجله واقع شده‌است.

## شرح
این میدان که به صورت محلی به نام میدان تحریر شناخته می‌شود و شامل فضای باز عمومی با باغ امة، واقع در پشت میدان است.

## رویدادها
گزارش شده‌است که میدان تحریر مرکز رویدادهای اعتراضات اکتبر ۲۰۱۹ عراق بوده.